# 臺南市善化區茄拔國民小學
23°08′18″N 120°19′28″E / 23.138370°N 120.324553°E
臺南市善化區茄拔國民小學（簡稱茄拔國小）為臺灣臺南市善化區的一所國民小學，其源自1917年設立的灣裡公學校北仔店分教場。

## 校史
由於在東勢藔庄、北仔店庄、茄拔庄、小新營庄有許多學童，但灣裡公學校距離遙遠，就學不便，因此灣里區長蘇天籌、安定里東區張王青田、善化里東區長蘇養在在1916年7月，向當局申請設立「灣裡公學校北仔店分校」，並在1917年3月21日經臺灣總督府許可成立，當時借用北仔店的大廟作為臨時教室上課。由於北仔店位在學區的邊緣，因此後來規劃將學校遷到善化里東區中心的茄拔庄，學校在1920年3月10日從北仔店搬到茄拔現址。1921年4月24日，學校獨立為「茄拔公學校」，在1937年時的學生約有四百多人。1941年4月1日，學校改制為「善化東國民學校」，此時地址是臺南州新化郡善化街茄拔435番地。
二戰後，學校在1946年4月1日改為「善化鎮第二國民學校」 ，1947年2月20日改為「茄拔國民學校」 。1968年8月1日，因九年國民義務教育實施而改稱「茄拔國民小學」。2010年12月25日，善化鎮因臺南縣市合併改為善化區。

## 歷任校長
茄拔公學校、善化東國民學校（到職年）
- 鶴川三鶴：1921年，後任玉井公學校長
- 八木久治：1928年，原任四湖公學校長，後任六斗尾公學校長
- 木村勝：1931年，原任水上公學校長，後任小梅庄長
- 高木勝次郎：1932年，原任嘉義女子公學校訓導，後任鹽水公學校訓導
- 宇佐美力雄：1933年，原任鹽水公學校訓導，後任山上公學校長
- 坂梨喜代次：1934年，原任安定公學校長，後任大灣公學校長
- 渡邊勝佐：1937年，原任車路墘尋常小學校長，後任北門尋常小學校長
- 牧元佐太郎：1940年，原任媽祖宮公學校長，後任義竹國民學校長
- 川森重治：1942年，原任臺南市壽國民學校長

善化鎮第二國民學校、茄拔國民學校
- 林讚丁：？
- 程際杰：？

茄拔國民小學
- 謝瑞仁：1968年8月1日
- 張包海：1973年8月1日
- 吳景春：1981年3月1日
- 蘇清山：1991年8月1日 ~ 85.03.31
- 陳慶山：1996年4月1日 ~ 88.02.01
- 林日發：1999年8月1日 ~  94.07.31
- 蘇恭鴻：2005年8月1日 ~101.07.31
- 陳俊吉：2012年8月1日~109.07.31
- 何麗玉：2020年8月1日（現任）